# 布拉索斯縣
布拉索斯縣（英語：Brazos County）位美国德克萨斯州中部偏東南的一個縣。面積1,529平方公里。根据2020年美國人口普查，共有人口233,849人。縣治布賴恩（Bryan）。該縣成立於1841年1月30日，原名Navasota縣，1842年1月28日改名。縣政府成立於1843年2月6日。縣名來自布拉索斯河（西班牙语「上帝的手臂」的意思）。